# 陈虔
陈虔，字承恪，南北朝时期人，陈朝南海王，陈后主陈叔宝第五子，生母為龚贵嫔。

## 生平
陈后主至德元年（583年），与兄长陈嶷、陈彦、陈渊、弟弟陈祗一起封王，立为南海王。不久官拜武毅将军、置佐使，进号军师将军。祯明二年（588年）十一月，官至平北将军、南徐州刺史。祯明三年（589年），隋军渡江灭陈，与陈朝宗室等一起迁往关中。隋炀帝大业年间，官至涿令。